# M32 (autoroute du Kazakhstan)
La M32 est une autoroute du Kazakhstan.

## Parcours
M32 (Russie) - Frontière  – Oural – Aktioubé – Baïkonour - Kyzylorda – Turkestan - Chimkent
Elle fait partie des routes asiatiques AH61  et AH63.